# 鴨庄村 (香川県)
鴨庄村（かもしょうむら）は、香川県大川郡にあった村。現在のさぬき市鴨庄。

## 歴史
- 1890年（明治23年）2月15日 - 町村制施行に伴い、寒川郡鴨部下庄村（かべしものしょうむら）が成立。
- 1899年（明治32年）4月1日 - 大川郡の所属となる。
- 1916年（大正5年）1月1日 - 鴨庄村に改称。
- 1955年（昭和30年）1月1日 - 大川郡志度町・小田村と新設合併し、志度町が発足。同日鴨庄村廃止。